# NGC 3201

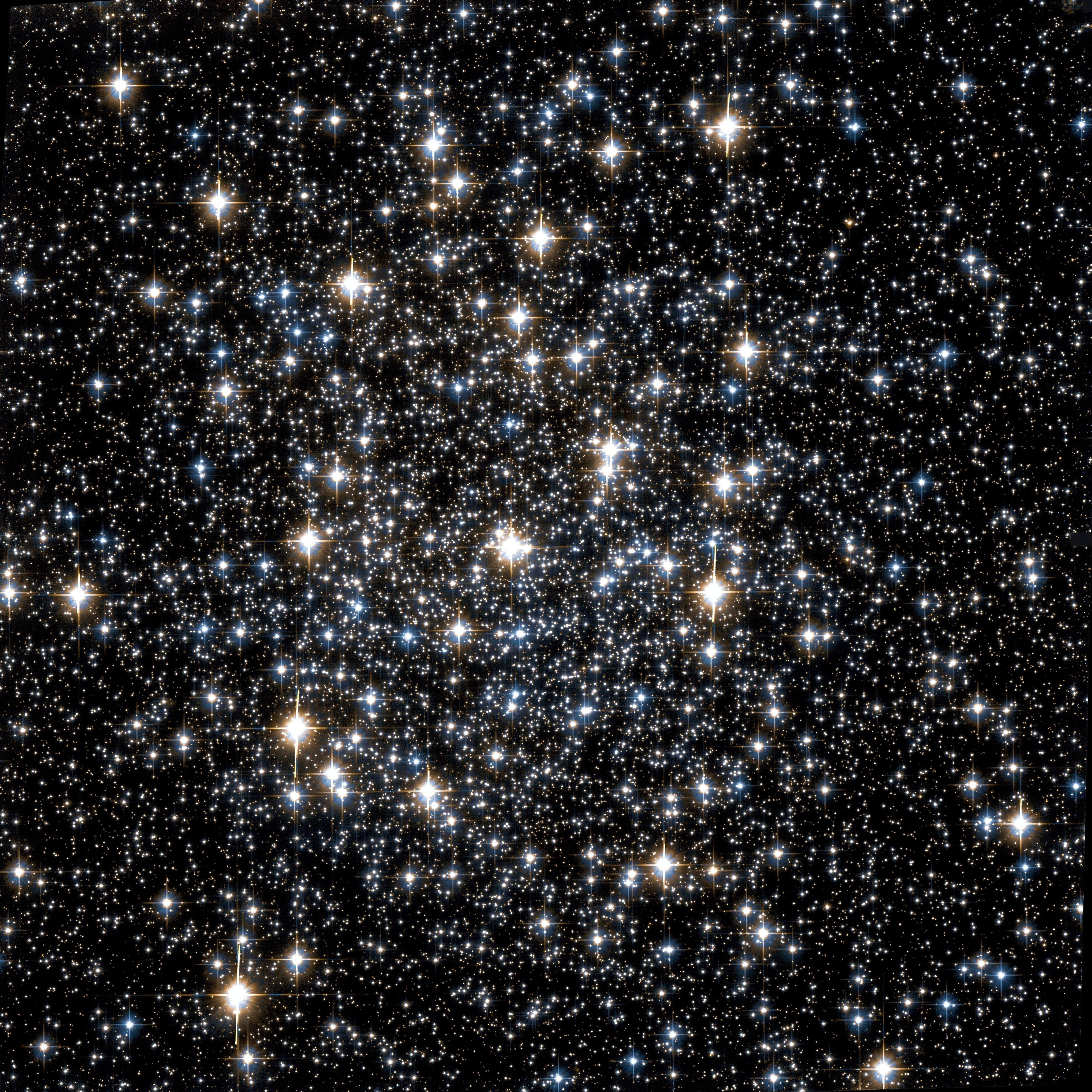
صورة التجمع النجمي إن جي سي 3201 ، إلتقطها تلسكوب هابل الفضائي.

إن جي سي 3201 في الفلك (بالإنجليزية: NGC 3201) هو تجمع نجمي مغلق (كري الشكل) وينتمي إلى مجرتنا مجرة درب التبانة حيث يظهر على ارتفاع طفيف بالنسبة لمستوى المجرة، ويوجد في كوكبة الشراع . يتميز هذا التجمع النجمي بقلة كثافة النجوم في وسطه .

اكتشفه العالم الفلكي جيمس دنلوب في 28 مايو 1826 .

## معرض صور

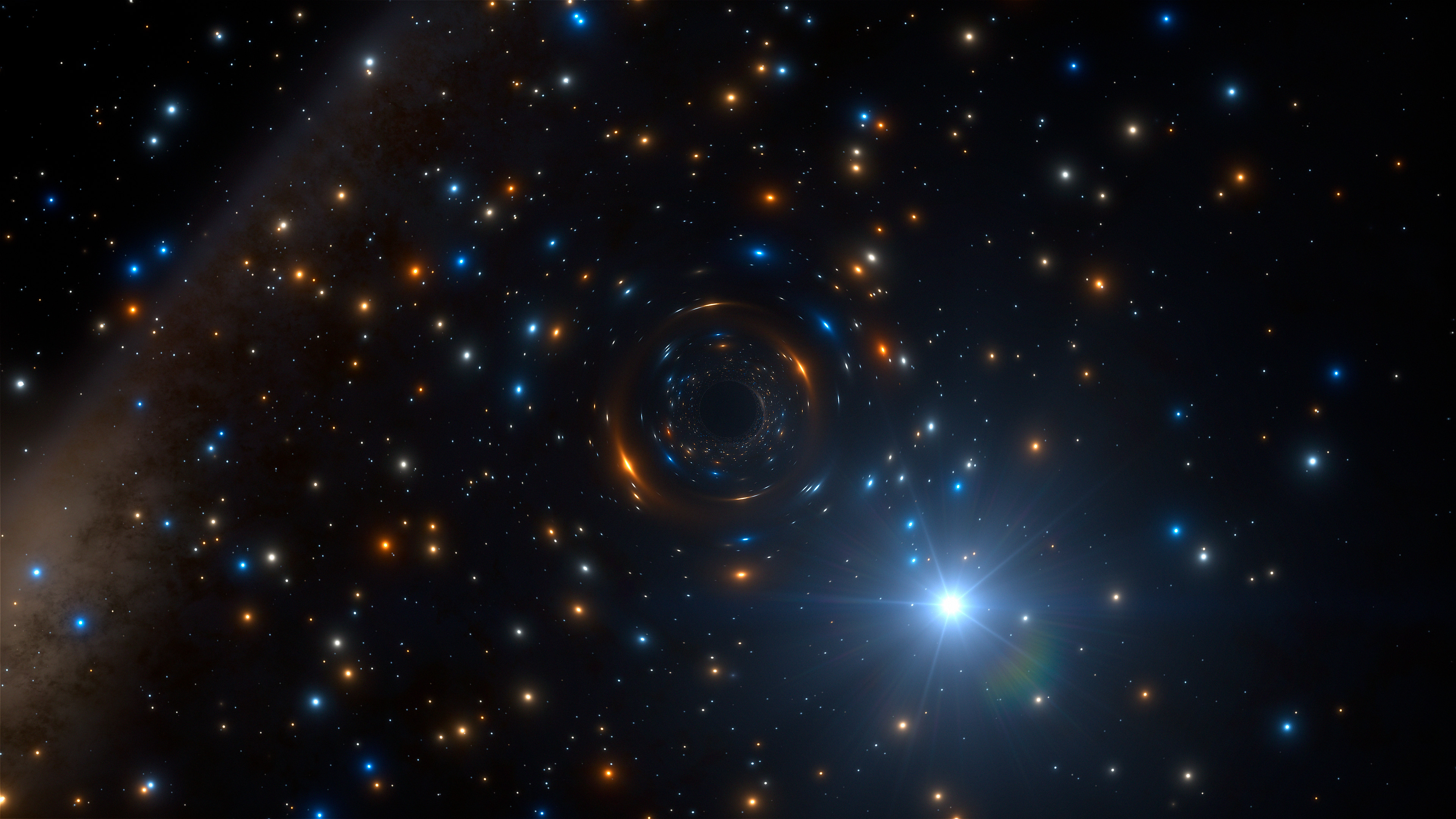
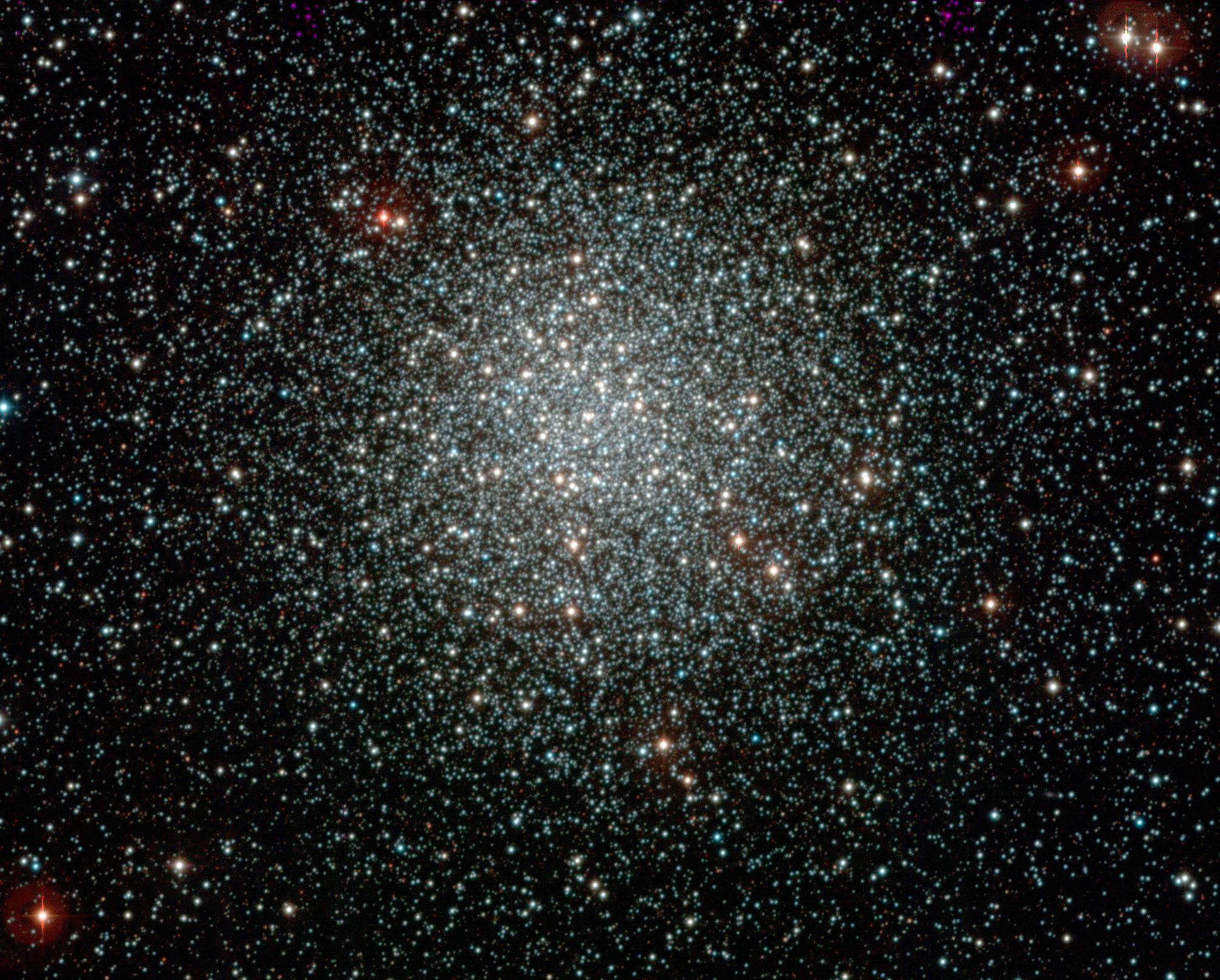
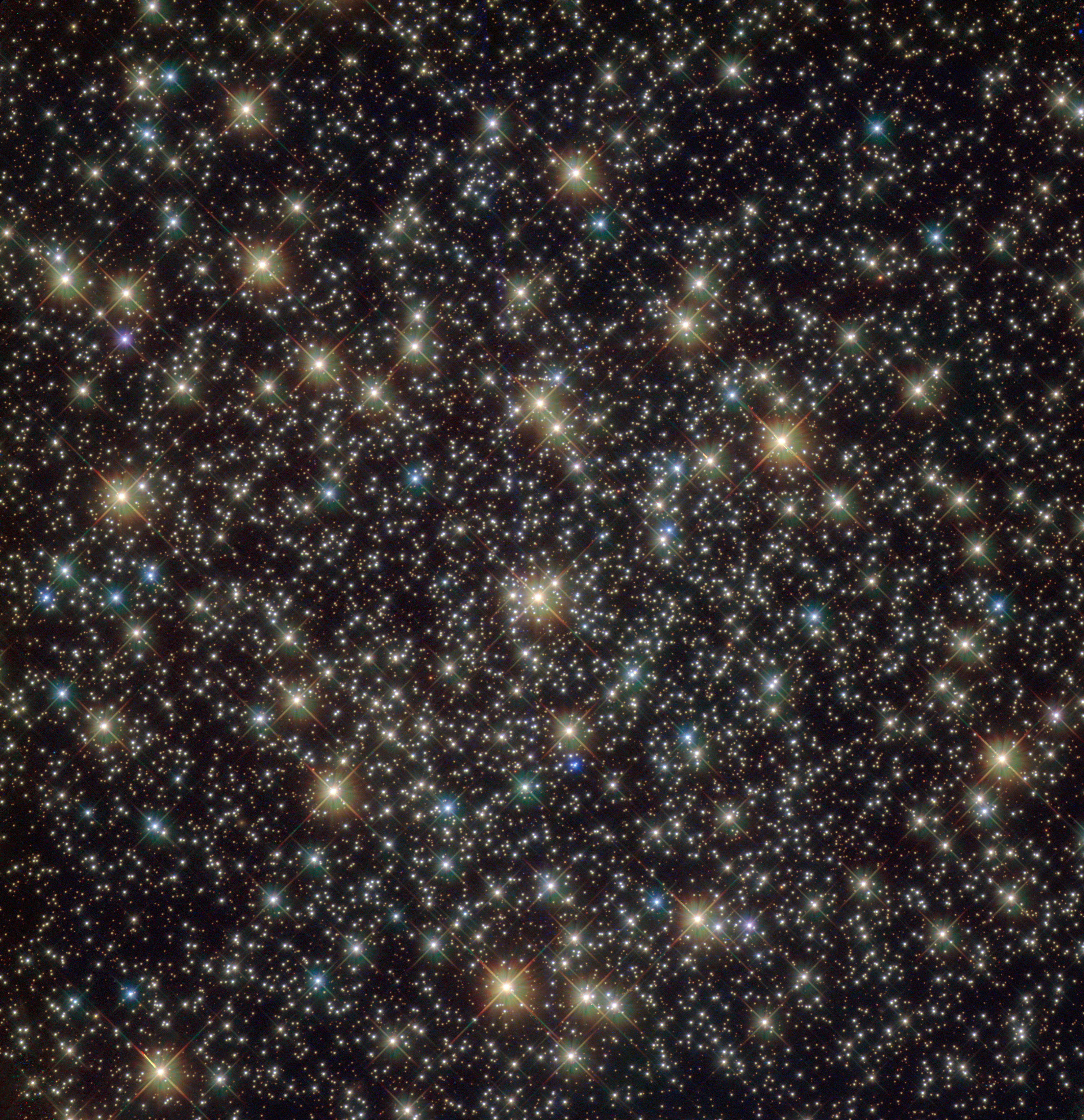

## وصلات خارجية
- Globular Cluster NGC 3201 at SEDS pages
- موقع الكون في الإنترنت

## اقرأ أيضا
- سديم الفراشة
- إن جي سي 2516
- إن جي سي
- سديم الجمجمة
- بالومار 12
- مجرة راديوية
- مجرة حلزونية
- نجم
- مجرة
- قزم أبيض
- عملاق أحمر
- الانفجار العظيم
- خط زمني للانفجار العظيم
- نجم نيوتروني
- ثقب أسود
- انفجار أشعة غاما 080319ب
- انفجار أشعة غاما 090423
- انفجار أشعة غاما 970228

## وصلات خارجية
- موقع الكون في الإنترنت